# 弗里德里希·冯·根茨
弗里德里希·冯·根茨（德語：Friedrich von Gentz，1764年5月2日—1832年6月9日）是一位德意志人外交官和作家。

## 生平

### 早期生活
冯·根茨出生于普鲁士王国刚刚获得的西里西亚领土的首府布雷斯劳（参见西里西亚战争），母亲是普鲁士政治家弗里德里希·安西永的姨妈，父亲是一名政府官员，曾担任柏林铸币厂厂长。他在布雷斯劳接受了基础教育，后前往东普鲁士学习，在柯尼斯堡大学学习期间，受到了康德的影响，他本人也成为了康德的小圈子的成员。冯·根茨于1785年在普鲁士宫廷开始了公务员生涯，1793年，根茨进入了战争委员会。

### 法国革命
根茨对社会事务的兴趣是由法国大革命的爆发引起的，像多数年轻人一样，根茨早期热情地关注法国革命，但革命的发展很快使他的热情冷却。埃德蒙·伯克的著作对法国大革命的反思（1790）使他转变为更加保守的观点，1794年，根茨将该书译为德语，开启了他的作家生涯。次年，他又翻译了雅克·马莱·迪庞、让-约瑟夫·穆尼埃的革命著作，他还创办了《新德意志月刊》（Neue deutsche Monatsschrift），五年间持续在此刊物上发表历史与政治方面的文章。
根茨主张英国的宪政主义，反对法国大革命。1797年，他受英国政治家邀请，将法国金融史一书翻译并出版。由于他不断增强的反法立场，他很快就在普鲁士政坛中变得难以为继。还有婚姻问题（与明娜·吉莉的婚姻以离婚告终）、债务和令人失望的职业期望。于是他离开柏林，在英国长期居留后，于1802年移居奥地利，担任外交官并继续写作。然而由于奥斯特利茨战役的失败，根茨不得不于1805年流亡，直到1809年才被得以返回奥地利。在接下来的几年里，他成为奥地利外交大臣梅特涅的代笔人，是梅特涅在制定奥地利国内和外交政策方面的得力助手。

### 反动助手
根茨作为第一秘书和记录员参加了1814/1815年的维也纳会议，以及直至1822年的所有后续会议，并帮助梅特涅制定和实施德意志邦联对民族主义和自由派的镇压政策。后作为1819年《卡尔斯巴德决议》中所采用的审查政策的发起人，根茨和梅特涅一样，成为了前三月反动主义令人憎恶的象征。他也被称为「欧洲秘书」、「梅特涅的车夫」。
根茨还被指控在最终起草过程中未经投票主动对“那些自稱猶太信仰的人將獲得各個聯邦州已授予的相同權利”进行修改。维也纳会议关于犹太人权利的决议规定：“那些自稱猶太信仰的人將獲得各個聯邦州已經授予的相同權利。” 因为德国许多地区的犹太人只被承认为犹太人。这一文本变化导致几个国家能够撤销之前对犹太人的解放。

### 晚年光景
弗里德里希·冯·根茨是一位热情的戏剧迷， 1829年，他结识了舞蹈家范妮·埃尔斯勒。虽然年龄差距巨大，（他65岁，她19岁），但是两人仍建立了亲密的关系，一直持续到根茨去世。
根茨再次发挥他的全部能力来赚钱。他尽其所能地支持范妮，并向她赠送大量礼物。他还扮演了导师的角色，努力教育她，教她法语和正确的德语，让她读书，并向她介绍有影响力的人。范妮以真诚而深切的感情向他表示感谢，这从她收到的信中可以明显看出。

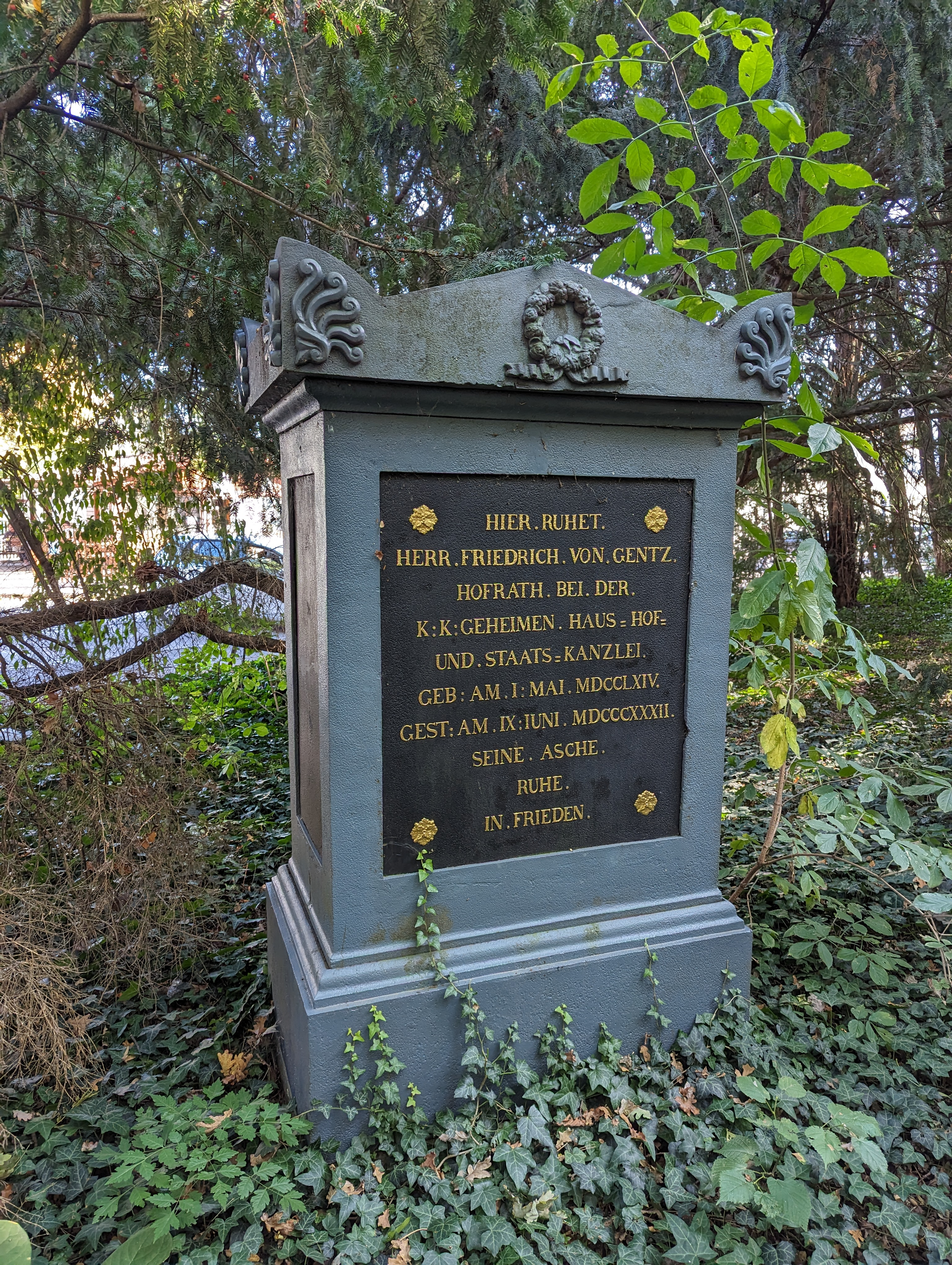
冯·根茨之墓

当根茨在1830年代初批评梅特涅的路线后，他的政治生涯戛然而止，梅特涅停止了对他的支持。与梅特涅分道扬镳后，他一直处于社会孤立状态。他与范妮·埃尔斯勒一起退休到他位于当时维也纳郊区魏因豪斯（Weinhaus）的城堡，并与她一起度过了晚年。1832年3月歌德去世时，根茨深受触动，特别是因为这位诗人的去世几乎没有给公众留下任何印象。几周后，根茨于1832年6月9日在自己的寓所内去世，享年68岁。

## 著作
- 美法革命比较 （页面存档备份，存于） Asbury Dickins, 1800 （约翰·昆西·亚当斯翻译）.
- A Vindication of Europe and Great Britain from Misrepresentation and Aspersion, John Stockdale, 1803.
- On the State of Europe Before and After the French Revolution, J. Hatchard, 1804.
- Fragments Upon the Balance of Power in Europe, （页面存档备份，存于） M. Peltier, 1806.

## 延伸阅读
- Bond, M. A. "The Political Conversion of Friedrich von Gentz," European History Quarterly, Vol. III, No. 1, January 1973.
- Cahen, R. Friedrich Gentz 1764–1832. Penseur post-Lumières et acteur du nouvel ordre européen. Berlin, Boston: De Gruyter Oldenbourg, 2017.
- "Diaries of Frederic Von Gentz," The Edinburgh Review, Vol. CXVII, January/April 1863.
- Mann, Golo. Secretary of Europe; the Life of Friedrich Gentz, Enemy of Napoleon, Yale University Press, 1946.
- Reiff, Paul. F. Friedrich Gentz, an Opponent of the French Revolution and Napoleon, Urbana-Champaign, Ill., The university, 1912.
- Sweet, Paul Robinson. Friedrich von Gentz, Defender of the Old Order, The University of Wisconsin Press, 1941.